# Fritz Klemm
Fritz Klemm (* 14. August 1902 in Mannheim; † 17. Mai 1990 in Karlsruhe) war ein deutscher Maler. Er lehrte als Professor an der Staatlichen Akademie der Bildenden Künste Karlsruhe.

## Leben
Fritz Klemm studierte nach einer Lehrerausbildung zwischen 1922 und 1925  an der Badischen Landeskunstschule in Karlsruhe u. a. bei Ernst Gustav Würtenberger und August Groh.
1948 kehrte er dorthin als Lehrkraft zurück und leitete eine Werkklasse an der umbenannten Akademie der Bildenden Künste in Karlsruhe. Fünf Jahre darauf wurde er zum Professor ernannt und 1970 emeritiert.
In seinen zwei letzten Lebensjahrzehnten widmete sich Klemm ausschließlich der Malerei und der Collage. 1990 starb Fritz Klemm ein Jahr nach seiner Frau Antonia, Gräfin von Westphalen. Das Paar hatte sich an der Badischen Landeskunstschule kennen gelernt. Aus der Ehe gingen vier Töchter und zwei Söhne hervor. Seine zweite Tochter Barbara Klemm wurde als Fotografin bekannt.
Schüler Klemms war der Bildhauer Franz Bernhard.
Künstlerisch beschritt Fritz Klemm einen eigenen Weg. Nach realistischen Arbeiten während der Ausbildung wechselte er Ende der sechziger Jahre zu  Gouache auf Papier. Bekannt wurde er durch seine Caparoltechnik. Aufgrund des dicken Farbauftrags und der körnigen Konsistenz der Caparolfarbe erhalten diese Bilder einen plastischen Wandbild- oder Putz-Charakter. Klemm experimentierte mit Materialien, oft in Collagen. Thematisch finden sich viele Wald-, Wand- und Fensterdarstellungen in seinem Werk. Menschen finden sich nur in schematischen Selbstporträts.

## Preise und Ehrungen
- 1983: Verdienstkreuz am Bande der Bundesrepublik Deutschland
- 1984: Max-Lütze-Medaille des Familienverbandes Lütze
- 1985: Ehrenstipendiat der Villa Massimo in Rom (1985)
- 1987: Hans-Thoma-Preis des Landes Baden-Württemberg

## Sonderausstellungen
- 1951: Beteiligung an einer Gruppenausstellung der Freien Darmstädter Künstlervereinigung
- 1972/73: Erste Einzelausstellung in der Galerie Edition Schneider in Karlsruhe
- 1976: Ulmer Museum, Ulm, Retrospektive zum 74. Geburtstag, mit Katalog und Plakat
- 1978: Ausstellung im Mannheimer Kunstverein
- 1985: Ausstellung im Badischen Kunstverein Karlsruhe
- 1987: Werkschau in Bernau
- 1989: Einzelwerke ausgestellt auf den Messen in Frankfurt und Köln
- 1990–1993: Retrospektive zum Tod des Künstlers (Wanderausstellung: Kunsthalle Karlsruhe, Staatlichen Museen Kassel – Neue Galerie, Städtischen Galerie)
- 1993: Galerieausstellung in Freiburg
- 2002–2004: Werkschau zum 100. Geburtstag des Künstlers (Wanderausstellung: Mannheimer Kunsthalle, Kunstmuseum Wiesbaden, Lindenau-Museum in Altenburg, EnBW Energie Baden-Württemberg in Karlsruhe, Museum Goch)
- 2006: Ausstellung in der Galerie von Albert Baumgarten
- 2007: Gemeinschaftsausstellung Barbara Klemm Fritz Klemm im Kupferstich-Kabinett Dresden
- 2007: Ausstellung in der Galerie Dittmar in Berlin
- 2017/18: Fritz Klemm. Malerei und Arbeiten auf Papier, anschließend im Leonhardi-Museum, Dresden und im Museum de Fundatie, Zwolle